# Stefano Pecci
Stefano Pecci (Roma, 10 maggio 1979) è un pentatleta italiano.

## Palmarès
In carriera ha conseguito i seguenti risultati:
- Mondiali:

Mosca 2004: bronzo nel pentathlon moderno a squadre.